# Дори, Яаков
Яако́в До́ри, при рождении Яков Шимонович Достровский (8 октября 1899, Одесса — 22 января 1973, Хайфа) (ивр. יעקב דורי‎) — израильский военный деятель, первый начальник Генерального штаба Армии Обороны Израиля.
Яаков Дори (Яков Достровский) родился на территории Российской империи в Одессе. После погромов 1905 г. семья Достровских эмигрировала в Палестину, в то время входившую в Османскую империю.
После окончания школы в Хайфе, во время Первой мировой войны, Яаков записался в Еврейский легион британской армии. Затем он присоединился к Хагане и получил подпольную кличку «Дан».
В 1939 г. Дори был назначен начальником штаба Хаганы и занимал эту должность до 1946 г. С 1946 г. по 1947 г. Дори возглавлял делегацию по закупке вооружений в США.
После образования Армии Обороны Израиля Дори стал первым начальником Генерального штаба. В это время у него наблюдались серьёзные проблемы со здоровьем, что мешало его руководству военными действиями во время войны за Независимость 1948 г. По этой причине во время войны вся нагрузка легла на его заместителя — Игаля Ядина. Каденция Дори завершилась 9 ноября 1949 г.
После отставки из армии Дори был председателем научного совета при канцелярии премьер-министра и президентом хайфского Техниона (политехнического университета). Последнюю должность Дори занимал до 1965 г.
Сын Яакова Дори, Иерахмиэль Дори, в 1969 - 1972 командовал инженерными войсками Армии Обороны Израиля.